# Sh2-75
Sh2-75 è una piccola nebulosa a emissione visibile nella costellazione dell'Aquila.
Si individua nella parte occidentale della costellazione, circa 3° a NNE della stella θ Serpentis; si estende per una decina di minuti d'arco in direzione di una regione della Via Lattea fortemente oscurata dalle nubi di polveri costituenti la Fenditura dell'Aquila. Il periodo più indicato per la sua osservazione nel cielo serale ricade fra giugno e novembre; trovandosi a soli 7° dall'equatore celeste, può essere osservata indistintamente da tutte le regioni popolate della Terra.
Si tratta di una piccola e oscura regione H II situata sul Braccio del Sagittario alla distanza di circa 1700 parsec (circa 5540 anni luce) dal sistema solare. Di questa nebulosa si conosce ben poco a causa dello scarso interesse dedicatole; ad essa è certamente legata la sorgente di radiazione infrarossa IRAS 18567+0700, nella cui direzione sono state osservate emissioni nella banda dell'NH3. La radiosorgente Mol84 è anch'essa legata a questa nebulosa.